# La Cañada de Urdaneta
Pour les articles homonymes, voir Cañada et Urdaneta.
La Cañada de Urdaneta est l'une des 21 municipalités de l'État de Zulia au Venezuela. Son chef-lieu est Concepción. En 2011, la population s'élève à 82 210 habitants.

## Géographie

### Subdivisions
La municipalité est constituée de cinq paroisses civiles avec chacune à sa tête une capitale (entre parenthèses) :
- Concepción (Concepción) ;
- Andrés Bello (Santo Domingo) ;
- Chiquinquirá (La Ensenada) ;
- El Carmelo (El Carmelo) ;
- Potreritos (Potreritos).